# Matt Thomas
Matthew William Thomas, detto Matt (Decatur, 4 agosto 1994), è un cestista statunitense.

## Palmarès
- Eurocup: 1

Valencia: 2018-19